# Остойич, Боян
Боян Остойич (серб. Бојан Остојић; 12 декабря 1984, Севойно, СФРЮ) — сербский футболист, защитник.

## Карьера
Боян начал заниматься футболом в ФК «Севойно» в 1991 году. В 2002 году дебютировал во взрослом составе. С 2005 по 2006 год на правах аренды выступал за «Слободу», а в 2006 году стал полноправным футболистом ужицкого клуба. В 2008 году перешёл в «Раднички» (Крагуевац), но спустя год вернулся в «Слободу». Позже играл за: «БАСК», «Нови Пазар», «Чукарички» и «Чукарички».
В июле 2016 года подписал годичный контракт с «Партизаном». 31 июля Остойич дебютировал в основном составе чёрно-белых в матче против «Напредака». Отыграл весь матч.